# N9细胞
N9细胞是一种小鼠小胶质细胞的细胞系，常用于构建阿尔兹海默症的体外模型以及一些神经退行性疾病研究。

## 外部連結
- Cellosaurus entry for N9 （页面存档备份，存于）